# Otoniela adisi
Espèce
Otoniela adisi est une espèce d'araignées aranéomorphes de la famille des Anyphaenidae.

## Distribution
Cette espèce se rencontre au Brésil au Mato Grosso, au Mato Grosso do Sul, dans l'État de São Paulo et en Amazonas et au Pérou dans la région de Loreto,.

## Description
Le mâle holotype mesure 4,90 mm et la femelle paratype 5,40 mm, les mâles mesurent de 4,00 à 5,20 mm et les femelles de 4,80 à 7,00 mm.

## Systématique et taxinomie
Cette espèce a été décrite par Brescovit en 1997.

## Étymologie
Cette espèce est nommée en l'honneur de Joachim Adis.

## Publication originale
- Brescovit, 1997 : « Revisão de Anyphaeninae Bertkau a nivel de gêneros na região Neotropical (Araneae, Anyphaenidae). » Revista Brasileira de Zoologia, vol. 13, suppl. 1, p. 1-187 (texte intégral).